# バルデモーサ
バルデモーサ（カタルーニャ語: Valldemossa）は、スペイン・バレアレス諸島州のムニシピ。マリョルカ島の西部に位置し、トラムンターナ山脈に囲まれている。標高は413m。バレアレス諸島の州都パルマ・デ・マリョルカから17km北にある。

## 歴史
集落の起源はイスラーム支配時代であるとされ、MussaまたはMuçaという名前のムーア人貴族によって建設されたとされる。このため、長らく正式名はValldeMussaだった。哲学者のラモン・リュイがこの地域に住んでいた14世紀初頭に建設されたバルデモーサ・カルトゥジオ会修道院で知られている。13世紀に建設されて18世紀に改修された教会がある。聖カタリーナ・トマス (1533-1574)の生家が保存されている。
1830年代、スペイン政府はカルトゥジオ会修道院を没収し、その後何人かの著名人を招待することになる民間人にこの歴史的遺産を売却した。修道院に招待された著名人の中には、ポーランド人作曲家のフレデリック・ショパンとその愛人でフランス人作家のジョルジュ・サンドもいる。彼らは1838年から1839年の冬にマリョルカ島に滞在して自然の美しさを称賛した。サンドは後に『マヨルカ島の冬』を書いたが、この作品ではマリョルカ島住民の偏見や悪弊なども描写されている。
19世紀には著作家のオーストリア大公ルートヴィヒ・サルヴァドール(1847-1915)がこの地を愛し、バルデモーサは国際的な知名度を得た。サルヴァドールはバルデモーサの中心部から5kmの距離にある海沿いのミラマール集落に住んだ。
ニカラグア人詩人のルベン・ダリオはスレーダ・モンタネル家に招待されてバルデモーサを訪れた。ダリオは悪夢と闘うために修道士のように眠ったが、ダリオの飲酒の習慣がモンタネルとの亀裂を招き、結局マリョルカ島から去ることになった。
アルゼンチン出身の著作家ホルヘ・ルイス・ボルヘスは、第一次世界大戦勃発後にスイスのジュネーヴからバルデモーサにやってきて、両親や姉妹のノラとともに住んでいた。ボルヘスは画家のピラール・モンタネルの息子である若い画家ハコボ・スレーダ・モンタネルと厚い友情で結ばれ、このことはボルヘスが主にスペイン語で著作活動を行う要因となった。
1956年、イギリスの作曲家ジョセフ・ホロヴィッツは妻のアンナとともに新婚旅行でマリョルカ島を訪れ、バルデモーサで聴いたスペインの民俗楽曲に基づいてクラリネットの作品に名づけた。スペイン人貴族のホベリャーノス(1744-1811)やカタルーニャ人画家のサンティアゴ・ルシニョール(1861-1931)もこの地に滞在した。

## ギャラリー

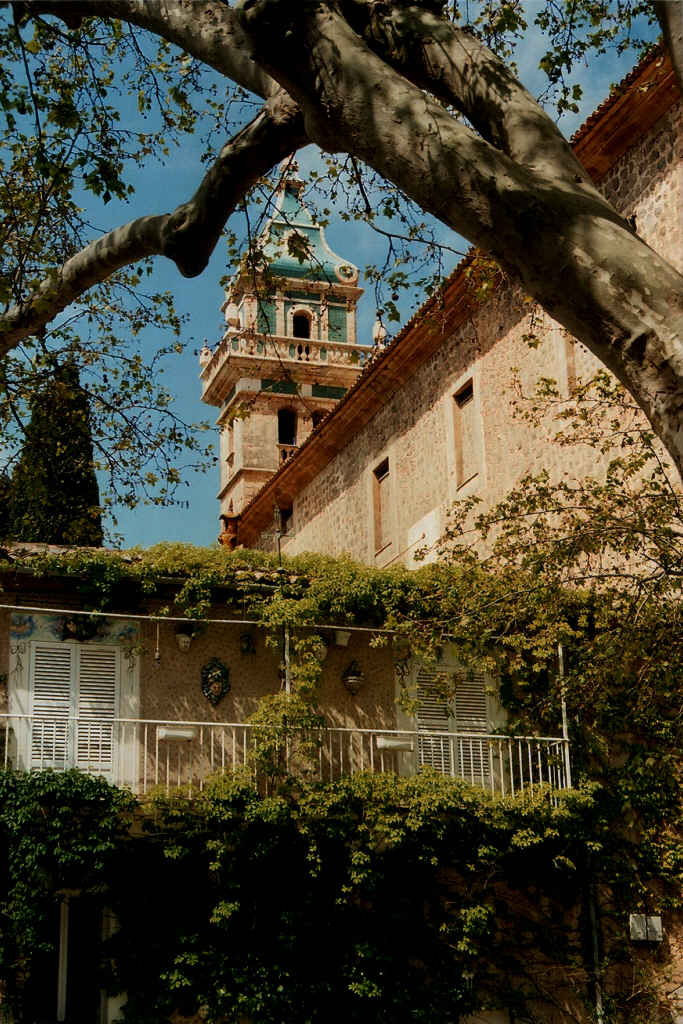
バルデモーサ王立チャーターハウス
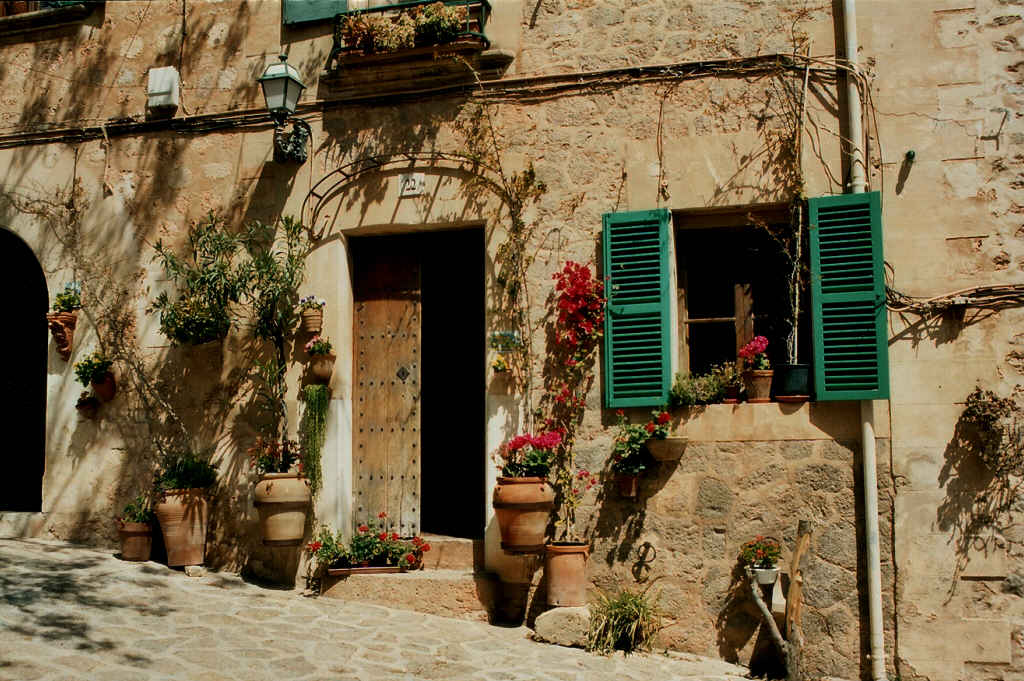
ファサードの花飾り
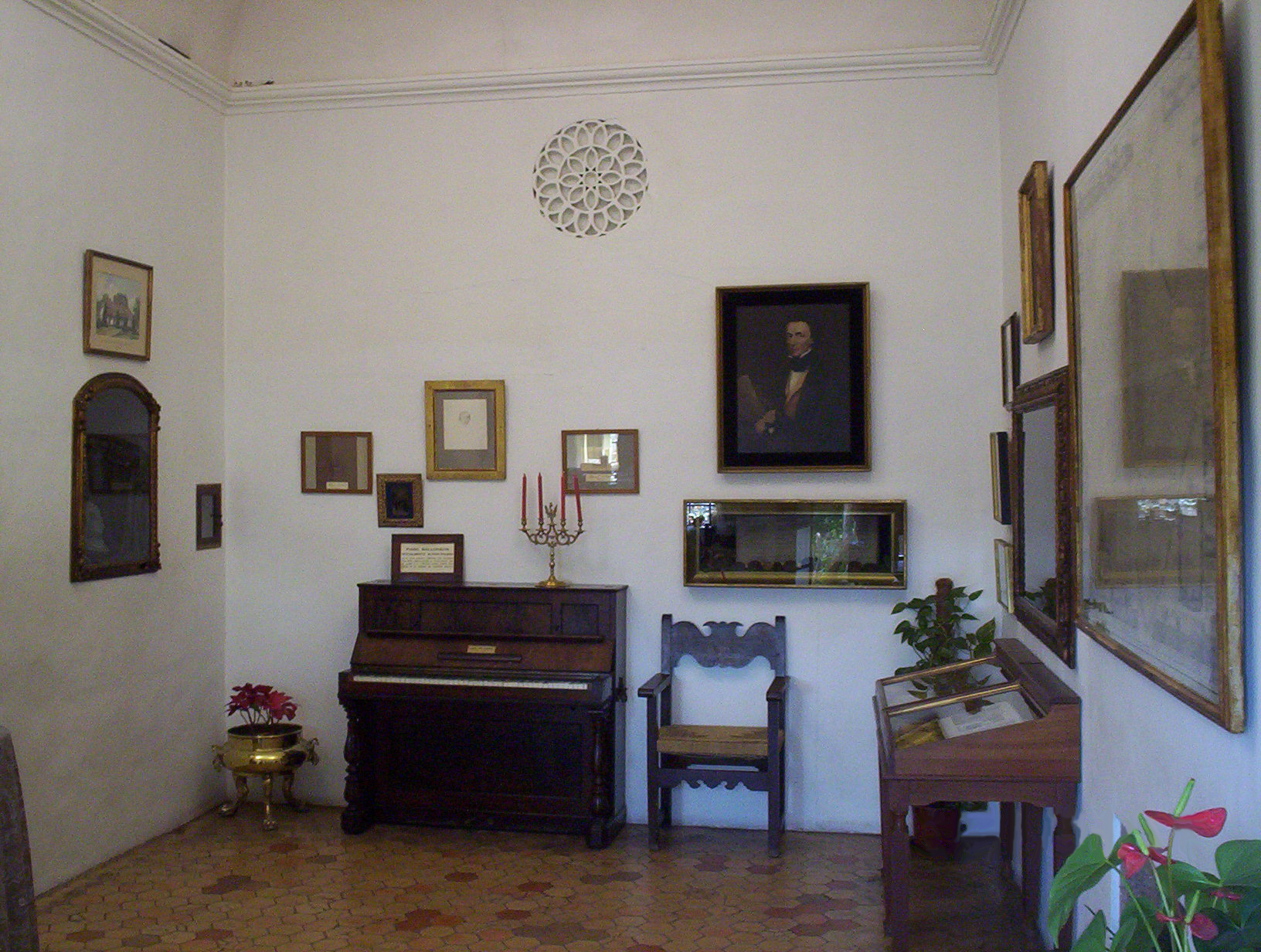
修道院にあるショパンのピアノ